# Poggio Bustone
Poggio Bustone is een gemeente in de Italiaanse provincie Rieti (regio Latium) en telt bijna 2100 inwoners (31 dec. 2013). De oppervlakte bedraagt 22,3 km², de bevolkingsdichtheid is 94 inwoners per km².

## Demografie
Het aantal inwoners van Poggio Bustone daalde in de periode 1991-2013 met 3% volgens ISTAT.
| Jaar | Inwoneraantal |
| ---- | ------------- |
| 1991 | 2159          |
| 2001 | 2094          |
| 2004 | 2162          |
| 2013 | 2097          |

## Geboren in Poggio Bustone
- Lucio Battisti (1943-1998), zanger/componist
- Leda Battisti (1971), zangeres

## Geografie
De gemeente ligt op ongeveer 756 meter boven zeeniveau en grenst aan de volgende gemeenten: Cantalice, Leonessa, Rieti en Rivodutri.

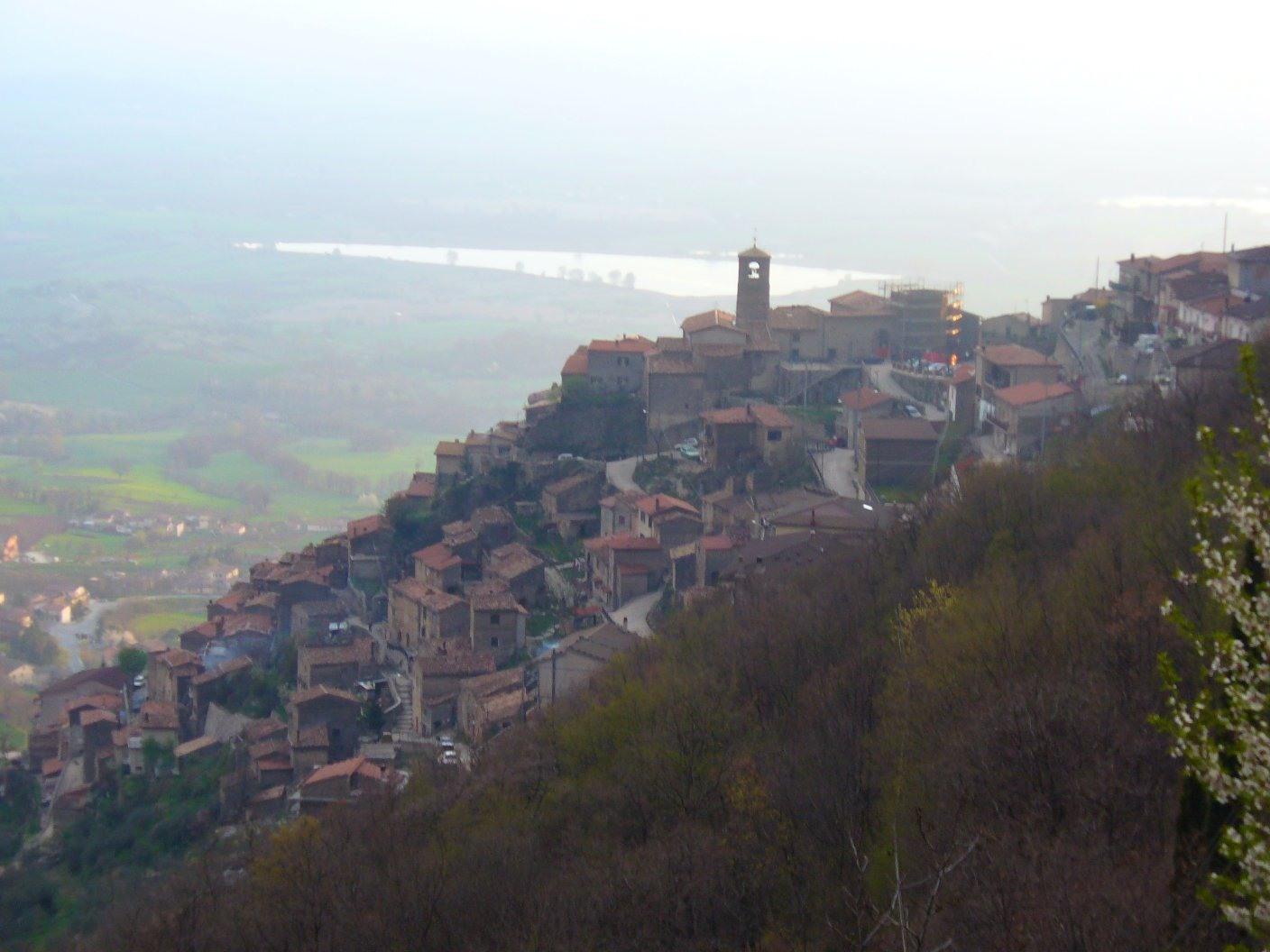
Poggio Bustone gezien vanuit Santuario

Accumoli · Amatrice · Antrodoco · Ascrea · Belmonte in Sabina · Borbona · Borgo Velino · Borgorose · Cantalice · Cantalupo in Sabina · Casaprota · Casperia · Castel Sant'Angelo · Castel di Tora · Castelnuovo di Farfa · Cittaducale · Cittareale · Collalto Sabino · Colle di Tora · Collegiove · Collevecchio · Colli sul Velino · Concerviano · Configni · Contigliano · Cottanello · Fara in Sabina · Fiamignano · Forano · Frasso Sabino · Greccio · Labro · Leonessa · Longone Sabino · Magliano Sabina · Marcetelli · Micigliano · Mompeo · Montasola · Monte San Giovanni in Sabina · Montebuono · Monteleone Sabino · Montenero Sabino · Montopoli di Sabina · Morro Reatino · Nespolo · Orvinio · Paganico Sabino · Pescorocchiano · Petrella Salto · Poggio Bustone · Poggio Catino · Poggio Mirteto · Poggio Moiano · Poggio Nativo · Poggio San Lorenzo · Posta · Pozzaglia Sabina · Rieti · Rivodutri · Rocca Sinibalda · Roccantica · Salisano · Scandriglia · Selci · Stimigliano · Tarano · Toffia · Torri in Sabina · Torricella in Sabina · Turania · Vacone · Varco Sabino
1. ↑  https://demo.istat.it/?l=it.